# 我們就是那99%的人
我們就是那99%的人是一個广泛应用于占领华尔街运动的政治口号。

## 起源

显示美国收入最高的1%收入变化的图表。财富分配不均和收入不平等皆為示威者的核心示威原因。国会预算办公室的数据显示，1980年的「1%」僅佔有總收入的9.1%，而於2006年，該數字已升至18.8%。

显示美国人民真实收入变化的图表。此圖表显示了自1979年至2011年收入最高的「1%」、收入中間的「60%」以及收入最低的「20%」人民的收入變化。

這句口号原本是Tumblr上一個博客页面的名稱。該博客页面建立於2011年8月，建立者為一個名為克里斯，年齡為28歲的维权人士。它是2011年8月纽约占领华尔街運動群眾大会传单口號「我们是99%」（We The 99%）的一個變體。
“我們就是那99%的人”這句口號最初是由「wearethe99percent.tumblr.com」的博客以模因來推廣的，而滚石雜誌的一篇文章則將模因的推廣歸功於大卫·格雷伯。
實際上，“那99%的人”這句話起初是由英国作家乔治·奥威尔於1940年6月3日在一封給予每日电讯报的信中提及。奥威尔指出「那些人將永遠不知道剩下來的99%人的存在」，諷刺富人不理解且不關心大眾。
英国作家奥尔德斯·赫胥黎亦於1947年4月21日的一封寄予联合国教科文组织总干事朱利安·赫胥黎，關於世界人权宣言的信中提及“那99%的人”。他在信中說：「想想那99%人类所需要的–食物、庇护、一个安全的家庭生活以及遠離老板和好事者。不幸的是，那剩餘對权力、理想和意识形态有兴趣的1%，卻是发号施令的人」。這句話被联合国教科文组织于2005年发布在其网页上，並被教会和国家杂志的一篇於2011年夏季發佈的文章引用。
1987年，南美以美大學经济学教授拉维·巴特拉因其作品「最富有的1%的财富比重」而在纽约时报最佳畅销书排行榜中排行第一。在2000年总统候选人辩论中，阿尔·戈尔无情地 和令人难忘地指责乔治·W·布什寧可支持「最富有的1%」，而不關注其他人的福利。於2006年，制片人杰米·约翰逊製作了一齣纪录片名為《百分之一》（The One Percent）。這齣纪录片是關於最富有的人和平民之間不断增长的财富差距。纪录片的標題是指美國最富有的1%人口，而這1%人口於2011年佔了美國收入的38%。2001年诺贝尔经济学奖得主和哥伦比亚大学经济学教授约瑟夫·斯蒂格利茨於2011年5月寫了一篇名利場文章
，標題為《在1%中，由1%，為了1%》（Of the 1%, by the 1%, for the 1%），並宣稱美國最富有的1%人口佔了美國收入的40%。在2011年，丹·拉瑟在报道中指出普丽西拉·格里姆和克里斯於9月8日推出了tumblr博客“我們是99%”。

## 意思

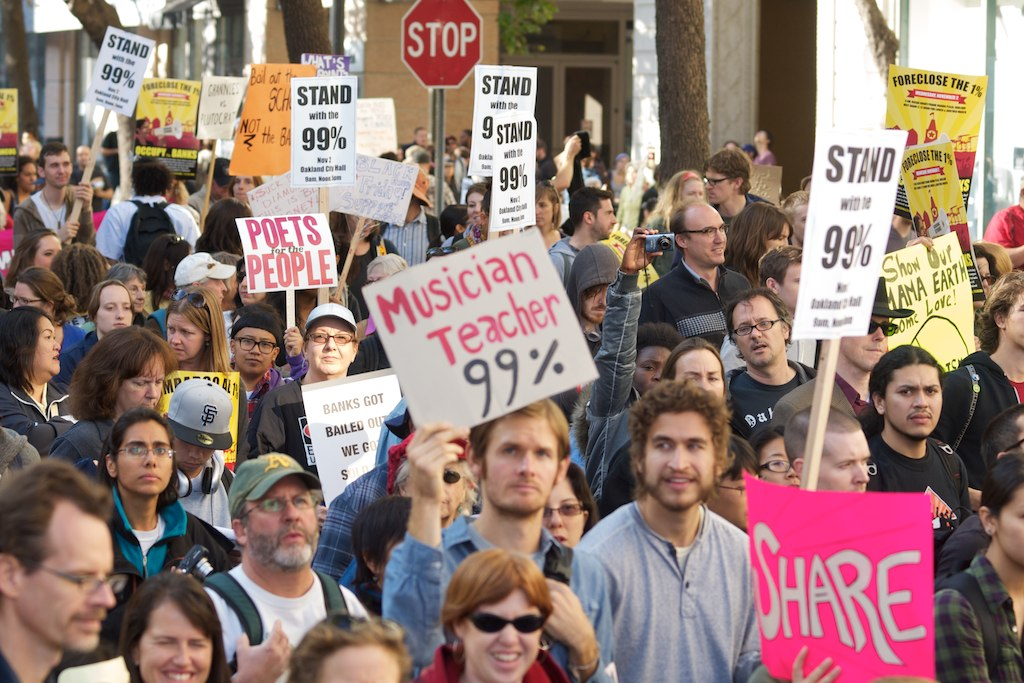
奥克兰的占领华尔街示威者高舉「我們就是那99%的人」標語

這個口号的起源是與人們的收入分佈有關。他們相信收入最高的1%人口所作所為均需要由剩餘的「99%」承擔。这句口号被參與占领运动的人視為一个统一的口号根据「华尔街日报」指出，截至2011年10月，收入較低的99%的年收入均在$506,000下。

## 口号的变體
- 我們是那1%的人，而我們也站在那99%的人的一方（We are the 1 percent; we stand with the 99 percent）：這句口號是由一些屬於那「1%」的人提出。提出這句口號的人均表示與那「99%」的人站在同一陣線，並且支持政府向富人提高稅收。[37][38]

參考「波蘭團結工聯」圖樣之佔領華爾街運動的「我們就是那99%的人」標誌

- 我們就是那99.9%的人（We are the 99.9%）：這句口號是由诺贝尔经济学奖得主保羅·克魯格曼於纽约时报专栏版中提出。他認為在考虑收入分配在最近发生的变化的情況下，「99%」設得太低。作為證據，克魯格曼引用了一個2005年的美国国会预算办公室報告。該報告指出，在1979年至2005年期間，经通胀调整后的收入中位數僅上升了21%，而最富有的0.1%卻上升了400%。[39]
- 我們就是那53%的人（We are the 53%）：這句口號是由RedState.com的博客作者埃里克·埃里克森於2011年10月提出[40]。這句口號指的是那53%需要納稅的美國公民。[41]
- 我們就是那48% (We are the 48%): 這是那些在2016年公投後支持英國繼續留在歐洲聯盟的人提出的口號，突顯在留在和退出歐盟的支持者之間相對均衡的分歧。[42]
- 我們就是那87% (Wir Sind 87 Prozent)：這是由那些在2017年德国联邦议院选举中沒有投票給極右翼德國另類選擇黨的德國人提出的口號。[43]